# Magnetische Reynolds-Zahl
In der Magnetohydrodynamik definiert man eine magnetische Reynolds-Zahl analog zur Reynolds-Zahl in der Hydrodynamik. Sie ist eine Dimensionslose Kennzahl und bezeichnet das Verhältnis von Konvektion zu Diffusion in einem magnetischen Fluid.
Sie ist definiert als:
{\displaystyle R_{\mathrm {m} }=\mu _{0}\cdot \sigma \cdot v\cdot L={v\cdot L \over \eta }}.
Dabei ist:
- {\displaystyle \mu _{0}} die magnetische Feldkonstante,
- {\displaystyle \sigma } die elektrische Leitfähigkeit (Konduktivität) des Fluids,
- {\displaystyle \eta } die magnetische Diffusivität,
- {\displaystyle L} die charakteristische Länge des Anwendungsfalles sowie
- {\displaystyle v} der Betrag der für den Anwendungsfall charakteristischen Geschwindigkeit.

## Größenordnung und Beispiele
Wird eine Kupferschleife des Durchmessers {\displaystyle L=1\,\mathrm {cm} } mit der Geschwindigkeit {\displaystyle v=10\,\mathrm {cm/s} } bewegt (Leitfähigkeit {\displaystyle \sigma =6\cdot 10^{7}\,\Omega ^{-1}\mathrm {m} ^{-1}}), ergibt sich {\displaystyle R_{\mathrm {m} }=0{,}08.}
- Für {\displaystyle R_{\mathrm {m} }\ll 1} ist das Magnetfeld diffus oder wird kaum von der Bewegung geprägt.

Die magnetische Reynolds-Zahl liegt in der Größenordnung:
- ein flüssiges Metall, z. B. Quecksilber: {\displaystyle R_{\mathrm {m} }\approx 10^{-2}},
- in der industriellen Anwendung: {\displaystyle R_{\mathrm {m} }\approx 10},
- im äußeren Erdkern: {\displaystyle R_{\mathrm {m} }\approx 10^{2}}[1] und
- in der Astrophysik: {\displaystyle R_{\mathrm {m} }\approx 10^{10}{\text{ bis }}10^{20}}.